# D-Wave

D-Wave Systems es una empresa privada de computación cuántica, con sede en Burnaby, Columbia Británica, Canadá. D-Wave es la primera compañía del mundo en vender ordenadores cuánticos. La filosofía de trabajo de esta empresa se basa única y exclusivamente en los ordenadores cuánticos, su evolución y todo su potencial, entidades como la NASA, disponen de un ordenador de estas cualidades en sus manos. 
D-Wave ha obtenido más de 160 patentes de EE.UU y ha publicado más de 100 artículos revisados en revistas científicas, líderes en sus sectores. Acusada por fraude en varias ocasiones.

## Historia
Fue fundada en 1999 por Haig Farris, Geordie Rose, Bob Wiens y Alexandre Zagoskin y a día de hoy, es la empresa líder en la producción de hardware y software en la computación cuántica. D-wave operó como una rama de la UBC (Universidad de la Columbia Británica) mientras mantenía vínculos con el Departamento de Física y Astronomía de la misma universidad. Esta le financiaba la investigación académica en el tema de la computación cuántica. La compañía colaboró en varias universidades e instituciones, también hicieron asociaciones que se incluyeron en el sitio web oficial de D-Wave hasta el 2005.  Durante ese periodo expandirían la tecnología cuántica haciéndola evolucionar.
En junio de 2014, D-Wave anunció que harían un nuevo ecosistema de aplicaciones cuánticas para poder expandir más esta tecnología con ayuda de finanzas computacionales y un grupo de investigación enfocado en el cáncer. Todo esto para poder resolver problemas del mundo real con el hardware cuántico y potenciar su uso de simples ordenadores de cálculos rápidos a la resolución de problemas en la vida real.

## Tecnología

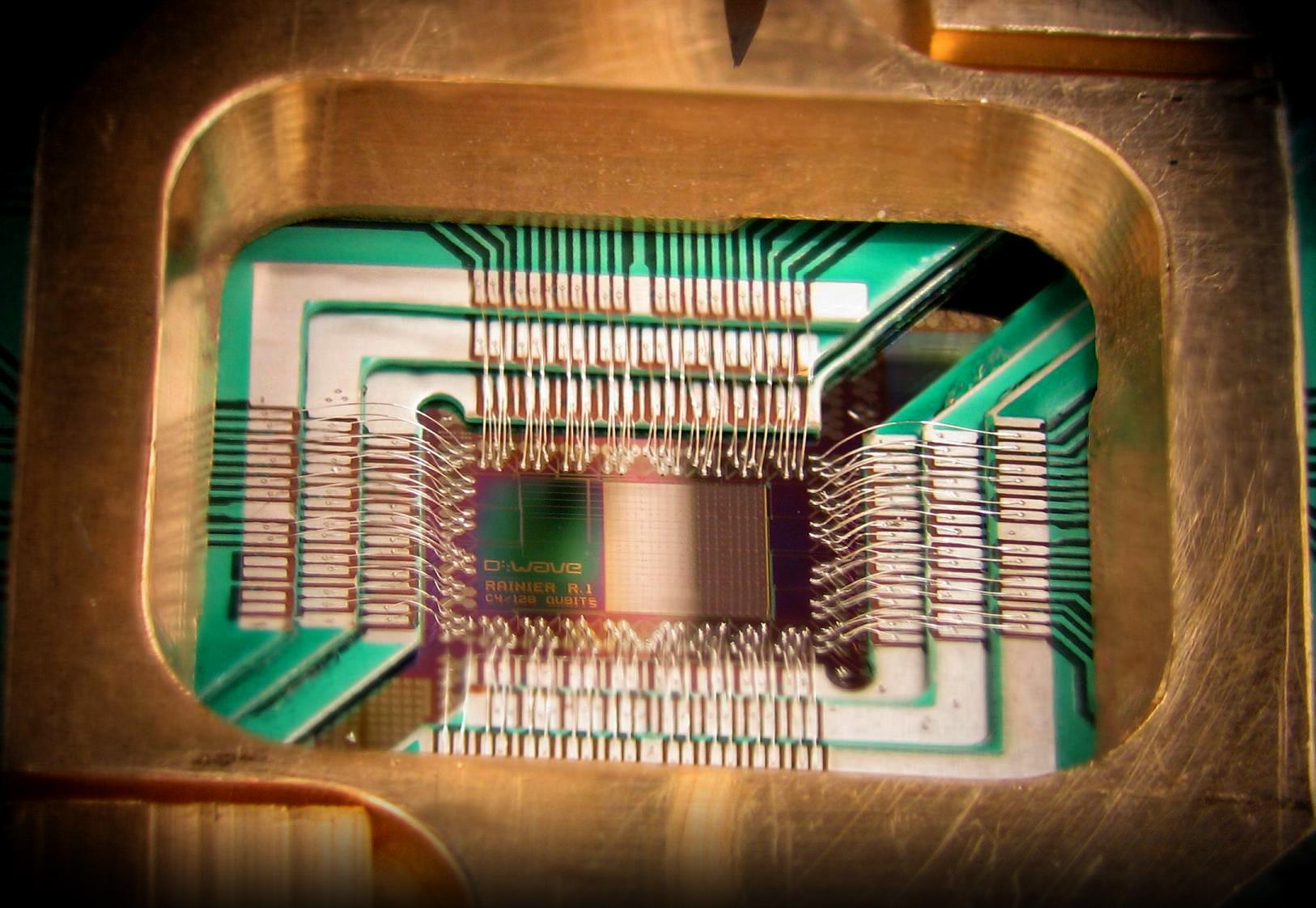
Chip construido por la empresa D-Wave

Los ordenadores cuánticos de D-Wave aprovechan la dinámica cuántica para acelerar y habilitar nuevos métodos de resolución de problemas de lógica, optimización discreta, ciencias de materiales y la mejora del aprendizaje automático. Para ello, utiliza un proceso llamado recocido cuántico.
Antes de llegar a los prototipos que lanzaron comercialmente, esta empresa experimentó y presentó el sistema de computación cuántica Orion en el 2007. Un acelerador por hardware diseñado especialmente para resolver el problema del modelo bidimensional Ising de un campo magnético (sistema de 16 qbits).
En 2010 lanzan su primer sistema comercial, el ordenador D-Wave ONE. A partir de allí, sacan nuevos modelos al mercado, mejorando las versiones respecto a la anterior, como el caso de su siguiente sistema el D-Wave Two, lanzado en el 2013 (sistema de 512 qbits) o el sistema de D-Wave 2X, lanzado en el 2015 (sistema de 1000 qbits). El último modelo es el sistema D-Wave 2000Q, lanzado en el(sistema de 2000 qbits) y algunas funciones avanzadas para este.